# Американски фоксхаунд
Американският фоксхаунд (на английски: American Foxhound) е порода кучета, произхождаща от САЩ. Принадлежи към групата на ловните кучета. Произхожда от английския фоксхаунд и е създадена през 1650 от Робърт Брук. След това била кръстосана с британски (през 1770) и френски (през 1785) гончета до получаване на днешния ѝ вид. Породата е стандартизирана през 1981.
Представителите на тази порода са използвани за лов на лисици и диви свине. Имат остро обоняние. Необходими са му всекидневни тренировки и чесане на козината.